# Időszak (földtörténet)
Az időszak (vagy periódus) a földtörténeti időskálán az időnél rövidebb egység, az időt tagolja részekre.
Az időszak rétegtani megfelelője a rétegtani rendszer. Az időszak korokra bontható tovább.